# Alcol propargilico
L'alcol propargilico è un alcol che contiene il gruppo funzionale degli alchini.

Si presenta come un liquido viscoso, incolore, dal lieve odore di geranio.

## Reattività
Il flash point dell'alcol propargilico è a 33 °C. Una concentrazione del 2,8% in un volume d'aria (es: 66 g/m3) può provocare l'esplosione del gas.

Reagisce violentemente anche con agenti ossidanti e perossidi. 

Può creare chetali ciclici in presenza di catalizzatori di oro e metanolo:

## Tossicologia
L'alcol propargilico si è dimostrato altamente tossico per tutte le vie di esposizione:

- I vapori dell'alcol provocano gravi danni alle mucose nasali, ai polmoni ed al sistema nervoso centrale, apatia, mal di testa, respirazione irregolare, dispnea, tosse e bruciore alla gola, sensazione di ubriachezza con possibile perdita di coscienza o coma, disturbi gastro-intestinali (nausea, vomito, diarrea e dolore addominale). La dose massima di esposizione è stata stimata a circa 2000 mg/m3. Nei test di laboratorio, tutti i ratti esposti per 6-10 minuti ad un'atmosfera satura del gas dell'alcol sono morti. La pericolosità di questi vapori è aumentata dal fatto che la persona esposta ad essi può facilmente non accorgersi tramite l'olfatto di star superando il livello massimo di esposizione.
- L'esposizione alla pelle del composto puro per brevi periodi (da un minuto ad un'ora al massimo) provocano arrossamento e gonfiore della pelle, seguiti dalla formazione di croste o necrosi del tessuto con sanguinamento, apatia, diarrea, congestione e sanguinamento nel tratto gastro-intestinale. I test in laboratorio hanno indicato che la dose massima di esposizione cutanea all'alcol per i conigli è di 190 mg/kg di peso corporeo. Dopo quattro ore di esposizione vi è stata la morte dell'animale. Una dose di 1894 mg/kg di peso corporeo per un minuto sui topi ha provocato apatie e respirazione irregolare alla cavia, ed un'esposizione di tre minuti ne ha provocato la morte.
- L'ingestione accidentale di alcol propargilico provoca gravi danni alla mucosa dal tratto gastro-intestinale ed irritazioni, eccitazione e senso di ubriachezza, con sintomi simili a quelli causati per inalazione, con congestione degli organi interni, danni all'apparato digerente al cervello e talvolta anche al fegato. I test sui conigli indicano che la dose massima per la cavia è di 35-110 mg/kg di peso corporeo e di 50 mg/kg di peso corporeo per i topi.
- Il contatto con gli occhi della sostanza pura provoca dolore, arrossamento, lacrimazione, gonfiore della congiuntiva, opacità della cornea, edema e danni alla cornea, con sintomi che possono manifestarsi anche per otto giorni. Una soluzione acquosa al 10% provoca leggero bruciore e temporanea irritazione. Una soluzione dell'1% è tollerata dalla pelle e non causa alcuna irritazione.
- L'esposizione prolungata alla sostanza provocano mutamenti ematologici e metabolici, danni al fegato e ai reni.
- Il composto non ha effetti mutageni, ma non sono stati ancora fatti studi sui suoi possibili effetti cancerogeni.[2]
- La concentrazione massima legale di gas di alcol propargilico nell'aria è di 1 ppm durante turni lavorativi di 8-10 ore.[6]

## Usi
L'alcol propargilico viene usato come anticorrosivo per l'acciaio, come stabilizzante per alcani e come composto intermedio in alcune reazioni organiche. È anche usato per produrre farmaci e composti per l'agricoltura.